# Ochsenhausen
Ochsenhausen är en stad i Landkreis Biberach i det tyska förbundslandet Baden-Württemberg. Kommunen består av ortsdelarna (tyska Ortsteile) Ochsenhausen, Mittelbuch och Reinstetten. Folkmängden uppgår till cirka 9 300 invånare, på en yta av 59,96 kvadratkilometer.
Staden ingår i kommunalförbundet Ochsenhausen tillsammans med kommunerna Erlenmoos, Gutenzell-Hürbel och Steinhausen an der Rottum.

## Geografi
Ochsenhausen ligger ungefär 12 kilometer öster om staden Biberach an der Riss vid ån Rottum. Ortsdelen Reinstetten ligger likaså vid Rottum, ortsdelen Mittelbuch ligger vid ån Dürnach. De båda åarna förenar sig norr om staden Laupheim till floden Westernach, som är en biflod av Donau.

## Historia
Klostret Ochsenhausen nämns för första gången i ett dokument från år 1093 och hörer dåförtiden till klostret Sankt Blasien i Schwarzwald. 1391 blev klostret självständigt och 1495 blev det ett riksomedelbart område (tyska Reichsabtei). 1803 sekulariserades klostret och Ochsenhausen blev ett furstendöme till 1806, när området kom till Kungariket Württemberg. Från 1809 till 1810 var Ochsenhausen huvudort av det liknämnda distriktet (tyska Oberamt), men kom sedan till distriktet Oberamt Biberach (från och med 1934 Kreis, sedan 1938 Landkreis).
Efter andra världskriget var Ochsenhausen en del av den franska ockupationszonen. 1950 utnämndes Ochsenhausen till en stad och kom 1952 till det nya förbundslandet Baden-Württemberg. 1971 blev den tidigare självständiga kommunen Reinstetten en del av kommunen Ochsenhausen, Mittelbuch 1975.

## Vänorter
- La Fère (Frankrike)
- Subiaco (Italien)

## Befolkningsutveckling
| Befolkningsutvecklingen i Ochsenhausen 1975–2015 | Befolkningsutvecklingen i Ochsenhausen 1975–2015 | Befolkningsutvecklingen i Ochsenhausen 1975–2015 | Befolkningsutvecklingen i Ochsenhausen 1975–2015 | Befolkningsutvecklingen i Ochsenhausen 1975–2015 |
| ------------------------------------------------ | ------------------------------------------------ | ------------------------------------------------ | ------------------------------------------------ | ------------------------------------------------ |
|                                                  |                                                  |                                                  |                                                  |                                                  |
| År                                               |                                                  |                                                  | Folkmängd                                        | Areal (ha)                                       |
| 1975                                             | 1975                                             |                                                  | 6 450                                            | 6 006                                            |
| 1980                                             | 1980                                             |                                                  | 6 579                                            | 5 998                                            |
| 1985                                             | 1985                                             |                                                  | 6 658                                            | 5 996                                            |
| 1990                                             | 1990                                             |                                                  | 7 169                                            |                                                  |
| 1995                                             | 1995                                             |                                                  | 8 003                                            |                                                  |
| 2000                                             | 2000                                             |                                                  | 8 677                                            |                                                  |
| 2005                                             | 2005                                             |                                                  | 8 849                                            |                                                  |
| 2010                                             | 2010                                             |                                                  | 8 799                                            |                                                  |
| 2015                                             | 2015                                             |                                                  | 8 812                                            |                                                  |
|                                                  |                                                  |                                                  |                                                  |                                                  |

## Bilder

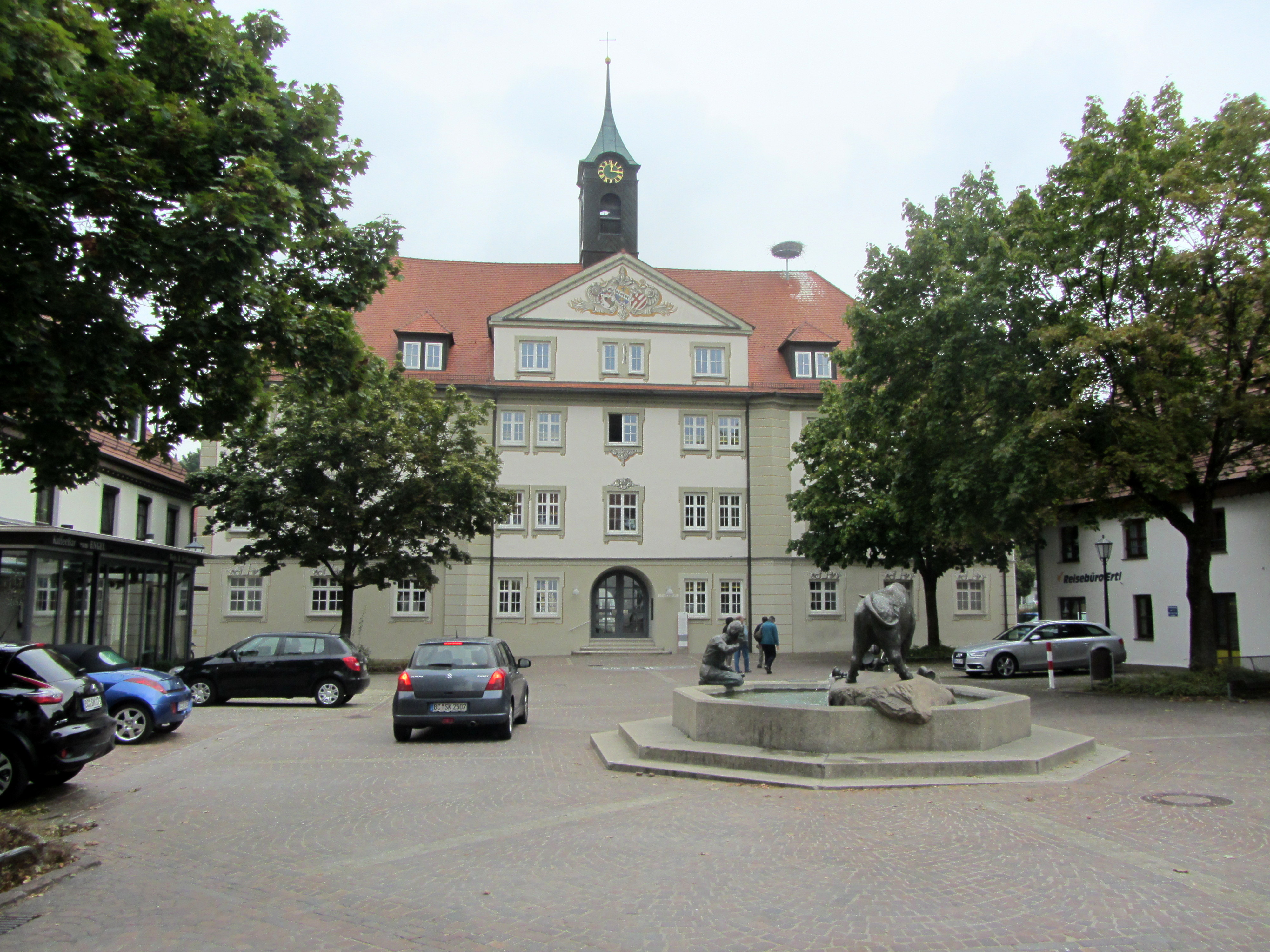
Ochsenhausens rådhus.
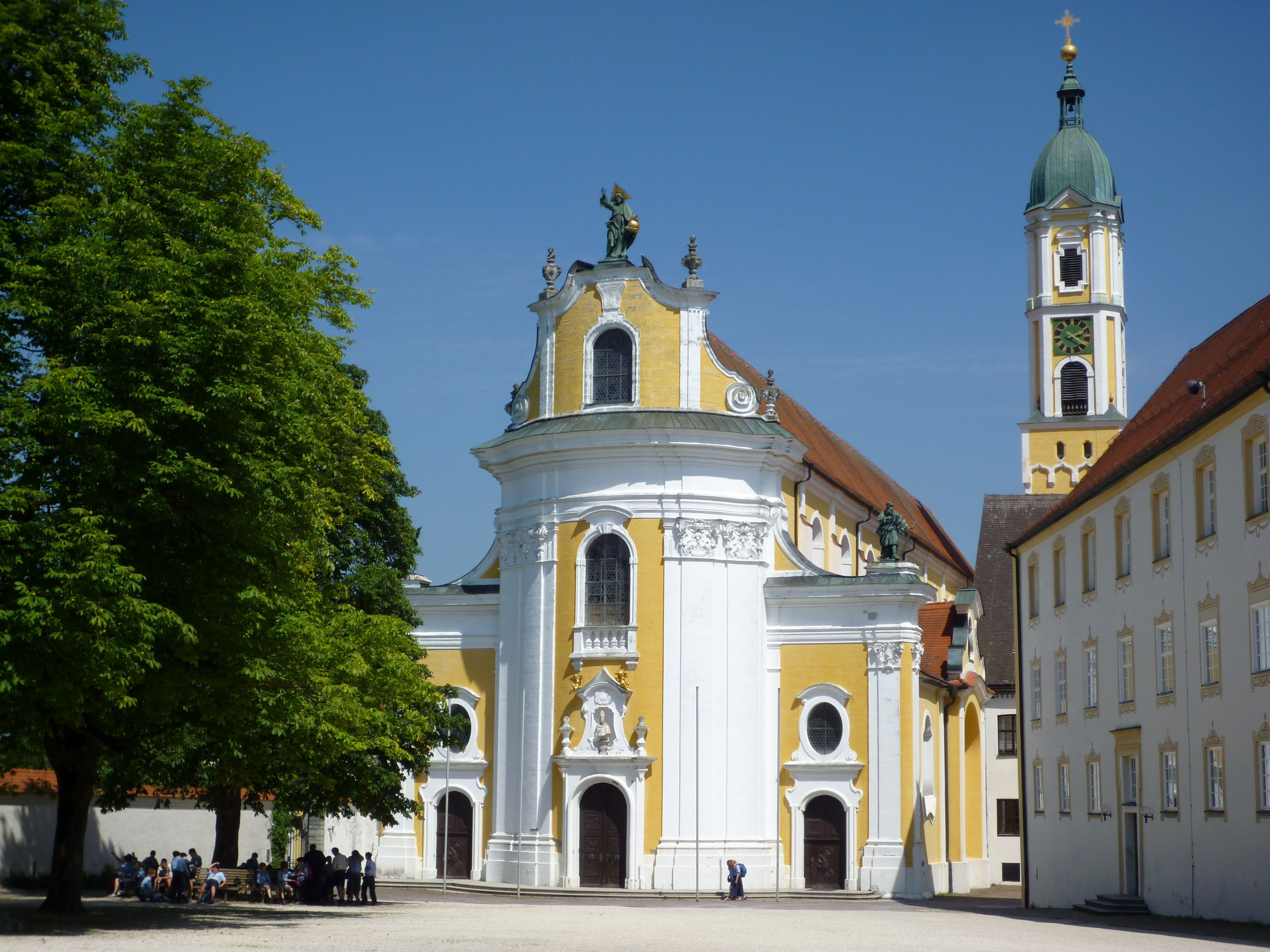
Klosterkyrkan Sankt Georg i Ochsenhausen.
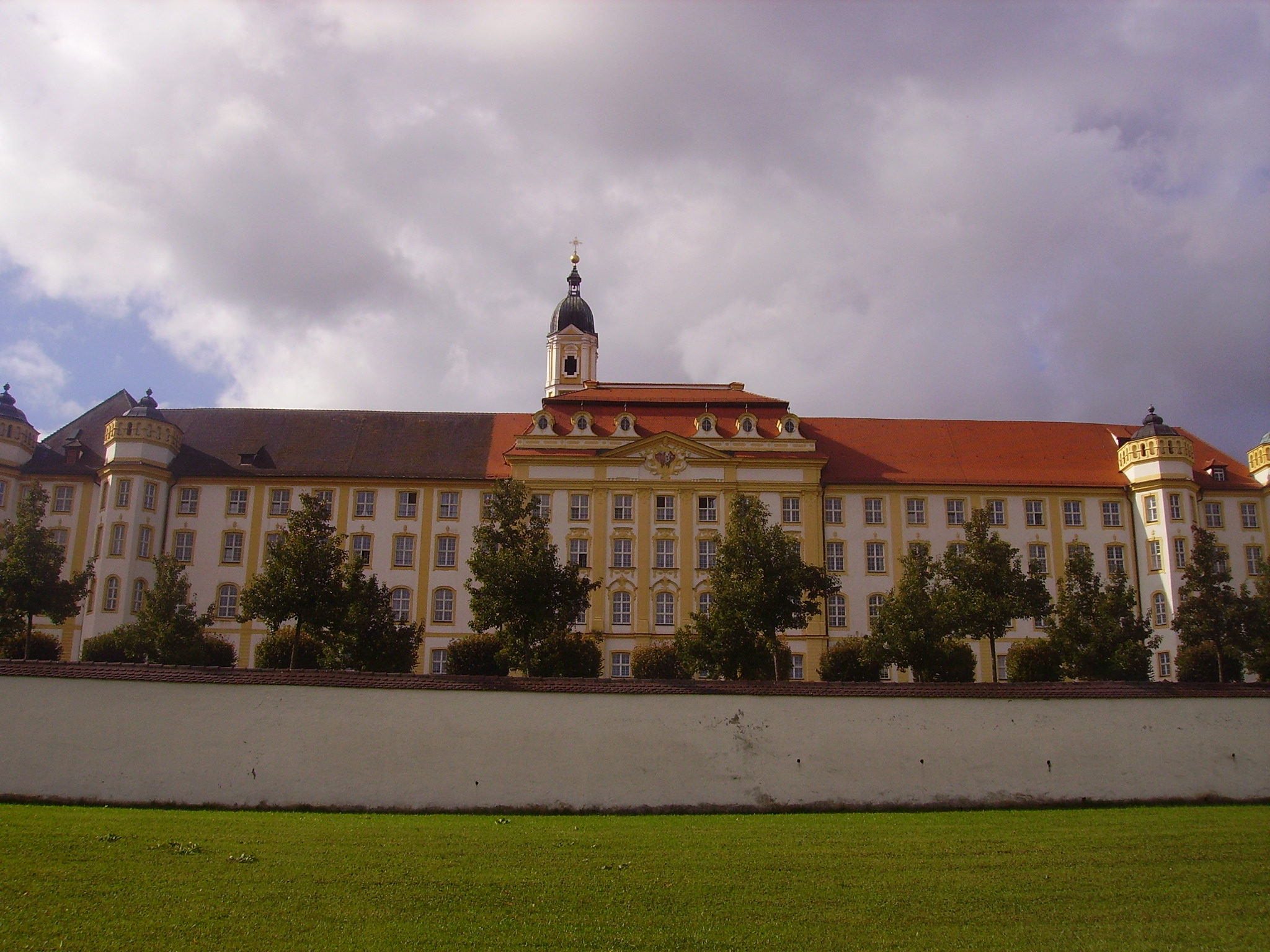
Klostret Ochsenhausen.